# Priverno-Fossanova
Priverno-Fossanova (wł. Stazione di Priverno-Fossanova) – stacja kolejowa w Priverno, w prowincji Latina, w regionie Lacjum, we Włoszech. Znajduje się na linii Rzym – Formia – Neapol. Stacja swą nazwę zawdzięcza opactwu cysterskiemu, w którym zmarł święty Tomasz z Akwinu. Miejscowość w którym znajduje się opactwo i stacja kolejowa wchodzą w skład terytorium miasta Priverno.
Według klasyfikacji RFI ma kategorię srebrną.

## Linie kolejowe
- Linia Rzym – Formia – Neapol
- Linia Velletri – Terracina